# Горбунов, Николай Иванович (футболист)
Николай Иванович Горбунов (6 июня 1924 — 22 июня 1992) — советский футболист, защитник.
С 1946 года играл в дубле киевского «Динамо». В 1950 году провёл 22 матча в чемпионате СССР. В 1951 году выступал в чемпионате Украинской ССР за ДО (Киев), в 1952 году в классе «Б» провёл за команду восемь матчей. Играл в чемпионате УССР и Кубке СССР за «Машиностроитель» Киев (1954—1955), «Шахтёр» Кадиевка (1956).
В составе ДО — полуфиналист Кубка СССР 1952.